# Druso maggiore
Nerone Claudio Druso (in latino Nero Claudius Drusus; Roma, 14 gennaio 38 a.C. – Mogontiacum, 9 a.C.), nato come Decimo Claudio Druso o Decimo Claudio Nerone (Decimus Claudius Drusus o Decimus Claudius Nero) e meglio conosciuto come Druso maggiore (Drusus maior, per distinguerlo dal nipote Druso minore), è stato un militare e politico romano, appartenente alla dinastia giulio-claudia in quanto figlio della terza moglie di Augusto, Livia Drusilla.

## Biografia

### Origini familiari e giovinezza
Secondo Svetonio, Druso nacque con il prenome di Decimus, in seguito cambiato in Nero. Egli nacque poco dopo il divorzio di sua madre Livia Drusilla dal padre, Tiberio Claudio Nerone, al tempo del suo matrimonio con Augusto. Così ci riferisce Svetonio a proposito della sua nascita:
(Svetonio, De vita Caesarum, Claudius, 1.)
D'altro canto, la voce secondo la quale Druso sarebbe stato figlio biologico del suo patrigno Augusto fu sostenuta anche dal figlio di Druso maggiore, Claudio, una volta divenuto imperatore. Egli fu educato, insieme al fratello maggiore, il futuro imperatore Tiberio, dal nuovo sposo della madre, che secondo alcuni era anche il suo vero padre (ma moderne interpretazioni sostengono che Livia non aveva ancora incontrato Augusto quando fu concepito Druso). In una lettera di Augusto a Tiberio, il patrigno racconta di aver giocato con Druso durante una delle festività romane:
(Svetonio, Augustus, 71.)

### Matrimonio con Antonia
Sposò Antonia minore, figlia di Marco Antonio e di Ottavia minore (sorella di Augusto) dalla quale ebbe diversi figli, ma soli tre gli sopravvissero: Germanico (15 a.C.-19), il futuro imperatore Claudio (10 a.C.-54) e Claudia Livilla o Livia Giulia (13 a.C.-31).
Druso, uomo di sani principi morali, rimase sempre fedele alla moglie, Antonia, così come la stessa era stata con lui durante i suoi lunghi anni di assenza per le campagne militari al Nord.

### Carriera politica e militare

#### Primi successi nell'esercito

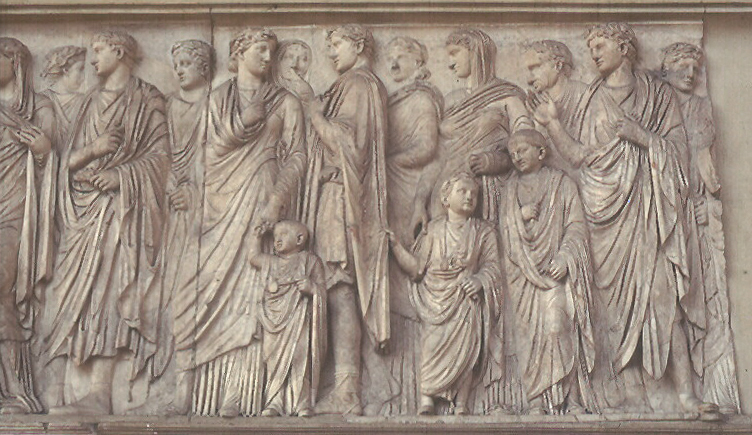
Processione della famiglia di Augusto sul lato sud dell'Ara Pacis; l'uomo in primo piano al centro è Druso, mentre parla con Antonia minore girata verso di lui, con il figlio Germanico in mezzo. Druso indossa l'abito militare, il paludamentum, in quanto nell'anno rappresentato nel fregio (13 a.C.) era in guerra sul Reno.

Il padre adottivo concesse numerosi privilegi al figliastro; nel 19 a.C., ebbe la possibilità di ricoprire cariche pubbliche (cursus honorum), cinque anni prima dell'età consentita per legge.
Divenuto questore nel 16 a.C., fu uno dei più audaci realizzatori della politica militare di Augusto, combattendo contro Reti e Vindelici a nord dei passi alpini, in quella che sarà la nuova provincia di Rezia.
Nel 15 a.C., insieme al fratello Tiberio, condusse una campagna militare contro le popolazioni dei Reti, stanziati tra il Norico e la Gallia Comata, e Vindelici. Druso aveva già in precedenza scacciato dal territorio italico i Reti, che si erano resi colpevoli di numerose scorrerie, ma Augusto decise di inviare anche Tiberio affinché la situazione fosse definitivamente risolta. I due, nel tentativo di accerchiare il nemico attaccandolo su due fronti senza lasciargli vie di fuga, progettarono una grande "operazione a tenaglia" (risultata fondamentale nelle successive campagne germaniche del 12-9 a.C.), che misero in pratica anche grazie all'aiuto dei loro luogotenenti: Tiberio mosse dalla Gallia Comata (Lugdunum), passando per l'Elvezia, mentre il fratello minore da Aquileia (Gallia cisalpina) e raggiunta Tridentum, divise l'esercito in due colonne. Una prima colonna percorse la valle dell'Adige e dell'Isarco (alla cui confluenza costruì il Pons Drusi, presso l'attuale Bolzano), risalendo fino all'Inn; la seconda percorse quella che diventerà sotto l'imperatore Claudio la via Claudia Augusta (tracciata pertanto dal padre Druso) e che attraverso la val Venosta ed il passo di Resia, raggiungeva anch'essa il fiume Inn. Tiberio, che avanzava da ovest, sconfisse i Vindelici nei pressi di Basilea e del lago di Costanza; in quel luogo i due eserciti poterono riunirsi e prepararsi a invadere la Vindelicia. Druso nel frattempo aveva sconfitto e sottomesso i popoli dei Breuni e dei Genauni. L'azione congiunta permise ai due fratelli di avanzare fino alle sorgenti del Danubio, dove ottennero l'ultima e definitiva vittoria sui Vindelici. Questi successi permisero ad Augusto di sottomettere le popolazioni dell'arco alpino fino al Danubio, e gli valsero una nuova acclamazione imperatoria, mentre Druso, figliastro prediletto di Augusto, per questa vittoria ottenne gli ornamenta praetoria e il rango pretorio.

#### Campagne in Germania (12 - 9 a.C.)
Legato in Gallia Comata nel 13 a.C., una volta che Augusto abbandonò la provincia e fece ritorno a Roma, assunse il comando delle operazioni militari contro le tribù germaniche ad est del Reno, che avevano in precedenza più volte invaso i territori imperiali. Nel corso dei quattro anni successivi (dal 12 al 9 a.C.), si spinse fino all'Ems, poi al Weser e infine fino all'Elba, iniziando a costruire una prima rete di fortificazioni difensive.
Nel corso della prima campagna del 12 a.C., Druso, che aveva già programmato un'invasione della Germania insieme ad Augusto (16-13 a.C.), per prima cosa respinse un'invasione di Sigambri e dei loro alleati Tencteri e Usipeti, che avevano mosso contro le genti galliche di confine della Gallia Comata. Penetrò all'interno del territorio germano, passando per l'isola dei Batavi (probabili alleati di Roma) e devastò le terre di Usipeti e Sigambri. Dopo aver disceso con una flotta il Reno in direzione del Mare del Nord (grazie anche alla costruzione di un canale artificiale, la fossa Drusi), si rese alleati i Frisi e penetrò nel territorio dei Cauci, fino oltre l'Amisia (l'attuale Ems, dove potrebbe aver costituito un avamposto per l'attracco):
(Cassio Dione, LIV, 32.2-3.)
Rientrato a Roma, venne designato praetor urbanus per l'anno successivo, la carica più prestigiosa tra i pretori, nonostante possedesse già la carica di pretore.
Nell'11 a.C. Druso operò più a sud, affrontando e battendo per primi e sottomettendo il popolo degli Usipeti. Gettò, quindi, un ponte sul fiume Lupia (l'attuale Lippe), che si trova di fronte a Castra Vetera (Xanten) ed invase il territorio dei Sigambri, che erano però assenti poiché in lotta con i vicini Catti. Penetrato all'interno della Germania Magna, raggiunse prima il popolo dei Marsi e poi i confini occidentali dei Cherusci sul fiume Visurgis (l'attuale Weser). E avrebbe attraversato questo fiume se on fosse stato a corto di approvvigionamenti e non fosse sopraggiunto l'inverno. Cassio Dione aggiunge che nel suo accampamento, nei pressi del Weser, venne visto uno sciame di api, quasi che fosse un presagio negativo a non proseguire in territorio nemico.
(Giulio Ossequente, Libro dei prodigi, 2.81 (Paulo Fabio et Q. Aelio cons. - 11 a.C.))
Sulla strada del ritorno fu assalito infatti da una coalizione di tre popoli (Sigambri, Cherusci e Suebi), presumibilmente nelle strette gole e folte foreste dei Marsi, non lontano da una località chiamata Arbalo (identificabile forse con l'accampamento di Oberaden), e per poco non fece la fine di Publio Quintilio Varo (il cui esercito venne annientato qualche anno più tardi nella battaglia della foresta di Teutoburgo), se non fosse stato per la sua tempra ed abilità di generale:
(Cassio Dione, LIV, 33.3.)
E Floro aggiunge:
(Floro, II, 30.25.)

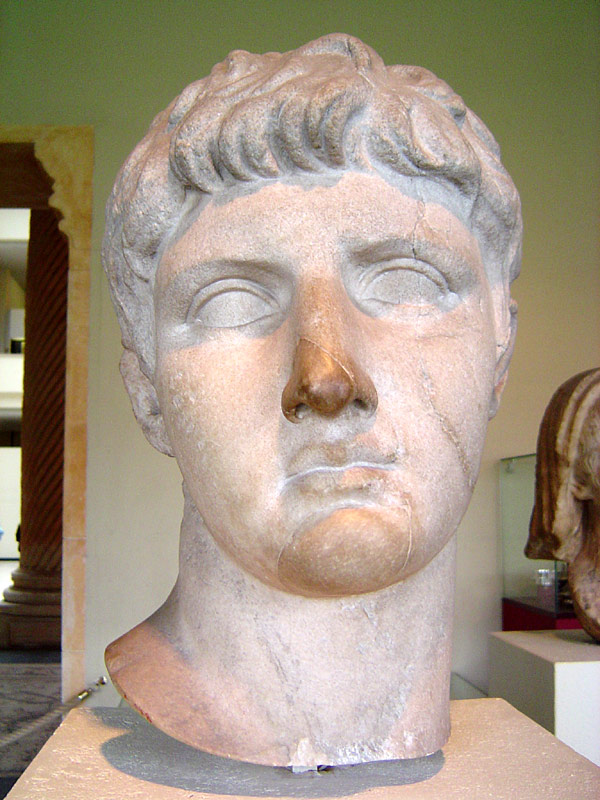
Busto di Druso (Museo del Cinquantenario, Bruxelles)

E così alla fine furono i Germani a subire la sconfitta, dalla quale non si mostrarono più così coraggiosi. Al contrario si mantennero ad una distanza sufficiente dai Romani da poterli solo infastidire, rinunciando ad avvicinarsi, non potendo fermarne la marcia verso il Reno. Druso, in seguito, fece costruire due baluardi fortificati per proteggersi da loro, uno esattamente nel punto in cui il fiume Lupia e l'Eliso si congiungono (in località Aliso, identificabile con la moderna Haltern), l'altro nel territorio dei Catti, lungo la riva del fiume Reno (Mogontiacum).
Per questi successi ricevette gli onori trionfali (ovvero gli ornamenta triumphalia), il diritto di entrare in Roma a cavallo, potendo esercitare il potere proconsolare alla scadenza del suo mandato di pretore. I suoi soldati, infine, lo acclamarono Imperator, come avevano fatto in precedenza col fratello, Tiberio, anche se non gli venne attribuito da Augusto, il quale al contrario poté fregiarsi più volte grazie ai due figli adottivi.
Nel 10 a.C. diede inizio alle operazioni contro i Catti ed altre popolazioni limitrofe, come i Mattiaci e i Tencteri. Ne devastò, quindi, i territori, che in precedenza i Romani avevano loro assegnato, ma che trovarono disabitati poiché, come avevano fatto i Sigambri l'anno precedente, si erano ritirati nel profondo delle foreste germaniche (selva Ercinia). Il quartier generale di quest'anno fu posto nella fortezza legionaria di Mogontiacum (l'odierna Magonza), collegata con altre fortificazioni di nuova costruzione come quella di Rödgen. Più a nord poi fece costruire un ponte di fronte a Bonna, rafforzandolo con una flotta lungo il Reno (Classis Germanica). Fece, quindi, costruire un porto, che dotò di flotta, anche a Gesoriacum lungo il canale della Manica e di fronte alla Britannia. Al termine dell'anno, Druso incontrava Augusto e Tiberio a Lugdunum (Lione, luogo in cui nacque il futuro imperatore Claudio), e rientrava con loro a Roma.
Venne eletto console nel 9 a.C., all'età di 28 anni (con 5 anni di anticipo sul cursus honorum), ma ancora una volta lasciò la città prima di assumere ufficialmente la carica. Questo stesso anno invase prima il territorio della potente tribù dei Catti, poi avanzò fino ai territori dei Suebi, tra cui troviamo le popolazioni dei Marcomanni (che in seguito a questi avvenimenti decisero di migrare in Boemia) e degli Ermunduri. Si impadronì, non senza difficoltà, delle regioni percorse e sconfisse coloro che lo attaccavano, non senza aver combattuto dure battaglie. Dalla Suebia poi passò nel territorio dei Cherusci e, dopo ave attraversato il Visurgis (Weser), si spinse fino al fiume Elba, dove nessun altro romano era giunto mai prima di allora, portando devastazione in tutti i territori. L'Elba per i Romani nasceva dalle montagne vandaliche (i Sudeti) e sfociava con il suo ampio corso nell'Oceano settentrionale (Oceanus Germanicus). Druso tentò di attraversare il grande fiume, ma non vi riuscì e si ritirò dopo aver innalzato dei trofei. Floro aggiunge che, con le spoglie e le insegne dei Marcomanni adornò una collinetta come se fosse un trofeo. Cassio Dione racconta poi che, quando giunse in prossimità dell'Elba, incontrò una donna di grandezza sovrumana che gli disse:
(Cassio Dione, LV, 1.3.)

#### Morte (9 a.C.)
Druso, pertanto, decise di tornare indietro e, sulla strada del ritorno, rimase ferito per una caduta da cavallo che gli aveva procurato la rottura della gamba e un'infezione tale da condurlo alla morte prima di giungere sul Reno. Il fratello, Tiberio, che si trovava a Ticinum (Pavia) con Augusto, lo raggiunse rapidamente, percorrendo duecento miglia in un giorno e in una notte, e lo vide esalare l'ultimo respiro. Druso, dopo aver resistito per un mese ai traumi, come ci tramanda Svetonio, si rifiutò di tornare a Roma. Una volta morto, Druso venne trasportato prima negli accampamenti invernali sul Reno (Mogontiacum), servendosi di tribuni militari e centurioni, poi fino a Roma grazie ai notabili cittadini di ciascuna città in cui transitava.
Druso era riuscito, nei suoi quattro anni di campagne, a fortificare la nuova provincia con numerose guarnigioni e posti di guardia lungo i fiumi Mosa, Elba e Visurgis; fece costruire più di cinquanta fortini lungo il Reno; unì con un ponte le due rive del Reno di fronte al forte di Bonna.
Il corpo di Druso venne esposto nel Foro romano e si tennero due orazioni funebri: Tiberio ne pronunciò una in quel luogo, mentre Augusto ne pronunciò un'altra nel Circo Flaminio, dopo aver assolto i suoi doveri di generale nel celebrare le imprese compiute dai suoi due figli adottivi (salutatio imperatoria). La sua salma venne quindi portata nel Campo Marzio dai cavalieri, sia quelli appartenenti all'ordine equestre sia quelli di famiglia senatoria. Qui il corpo fu dato alle fiamme e le ceneri furono depositate nel Mausoleo di Augusto. A Druso furono tributati tutti gli onori che competevano al figlio di un sovrano:, fu salutato imperator, a lui e alla sua discendenza fu attribuito il titolo di Germanicus, ottenne inoltre altri onori come statue, un arco trionfale e un monumento funebre a Mogontiacum sul Reno.
Sembra che lo stesso Augusto abbia scritto di lui una biografia, non conservatasi. Certamente fu il preferito del padre adottivo tra i due figliastri, appartenendo ora anch'egli alla nuova famiglia giulio-claudia.

## Lascito
Druso godette di grande popolarità anche dopo la sua morte, in virtù dei suoi successi militari sui germani e del suo valore personale. I legionari probabilmente eressero un cenotafio in suo onore a Mogontiacum, mentre a Roma il Senato gli decretò vari onori simil-trionfali, in questo caso postumi: la costruzione di un arco di trionfo, sulla via Appia, e il conferimento del cognomen ex virtute Germanicus (che in seguito passò anche al figlio Germanico Giulio Cesare).
Dall'antichità è sopravvissuto un poema in distici elegiaci, la Consolatio ad Liviam, che pretende di essere stata composta in occasione dei riti funebri per Druso e di rivolgersi a Livia per consolarla della morte del figlio, anche se queste affermazioni sono state messe in dubbio.
Durante il Ventennio, il regime fascista utilizzava, nel contesto della Provincia di Bolzano e all'interno delle politiche di italianizzazione della regione annessa all'Italia solamente nel 1919, la figura di Druso Maggiore in chiave politica. Ciò avvenne anche sullo sfondo di forti tensioni tra Mussolini e Hitler riguardo la questione austriaca, mentre si eclisserà progressivamente dopo l'alleanza tra Germania nazista e Italia fascista. A Bolzano, in particolare, il regime promosse il progetto, di forte valore simbolico, di sostituire la statua di Walther von der Vogelweide, sin dal 1889 presente nell'omonima piazza centrale, ribattezzata piazza Vittorio Emanuele III, proprio con una statua di Druso; se la statua di Walther fu infine allontanata nel 1935 (ritornandovi solamente nel 1985), non si arrivò invece all'installazione di quella di Druso.

## Ascendenza
|                        |                             |         | Genitori |  |  | Nonni                |  |  | Bisnonni |  |
|                        |                             |         |          |  |  | Druso Claudio Nerone |  |  | …        |  |
|                        |                             |         |          |  |  | Druso Claudio Nerone |  |  | …        |  |
|                        |                             | …       |          |  |  | Druso Claudio Nerone |  |  |          |  |
| Tiberio Claudio Nerone |                             |         |          |  |  | Druso Claudio Nerone |  |  |          |  |
|                        |                             | …       | …        |  |  |                      |  |  |          |  |
|                        |                             | …       | …        |  |  |                      |  |  |          |  |
|                        |                             | …       | …        |  |  |                      |  |  |          |  |
| Druso maggiore         |                             | …       |          |  |  |                      |  |  |          |  |
|                        | Marco Livio Druso Claudiano | …       |          |  |  |                      |  |  |          |  |
|                        | Marco Livio Druso Claudiano | …       |          |  |  |                      |  |  |          |  |
|                        | Marco Livio Druso Claudiano | …       |          |  |  |                      |  |  |          |  |
| Livia Drusilla         | Marco Livio Druso Claudiano |         |          |  |  |                      |  |  |          |  |
|                        |                             | Alfidia | …        |  |  |                      |  |  |          |  |
|                        |                             | Alfidia | …        |  |  |                      |  |  |          |  |
|                        |                             | Alfidia | …        |  |  |                      |  |  |          |  |
|                        |                             | Alfidia |          |  |  |                      |  |  |          |  |